# Joseph Ryelandt

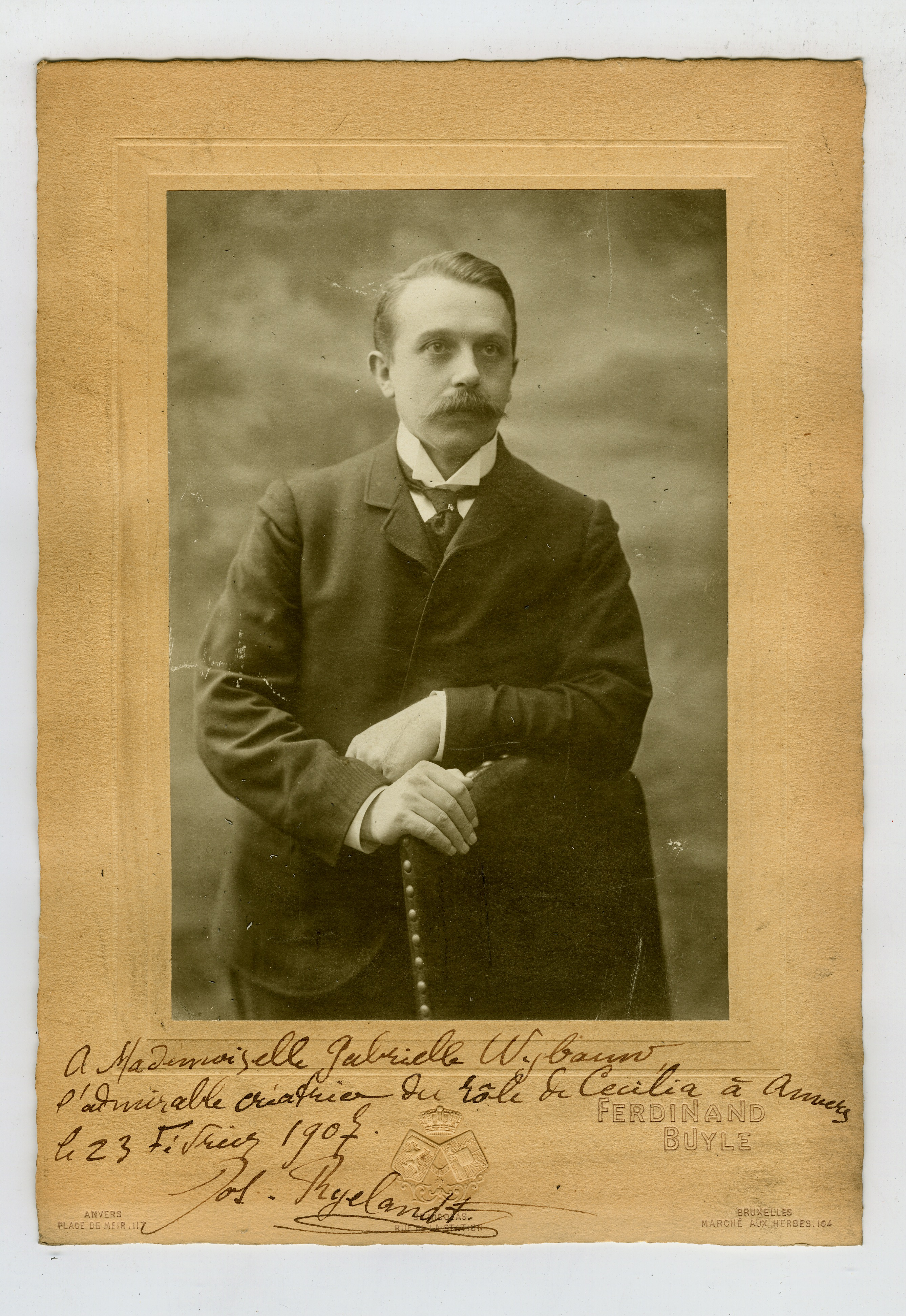
Joseph Ryelandt

Joseph Victor Marie Ryelandt (* 7. April 1870 in Brügge; † 29. Juni 1965 ebenda) war ein belgischer Komponist sowie Direktor des Konservatoriums in Brügge.

## Leben
Joseph Ryelandt entstammte der französischsprachigen Oberschicht Brügges und erhielt von früher Jugend an Musikunterricht. Er studierte zunächst 4 Semester Philosophie in Namur und zwei Semester Recht in Leuven, setzte jedoch währenddessen seine musikalischen Aktivitäten fort. Von 1891 bis 1894 studierte er als Privatschüler bei Edgar Tinel Musik, nachdem er diesem eine eigene Komposition vorgelegt hatte.
Ab 1895 widmete er sich ausschließlich dem Komponieren, bis er 1924 zum Direktor des städtischen Konservatoriums von Brügge ernannt wurde. Er war beteiligt an der Organisation des Wettbewerbs Concours Reine Elisabeth. Von 1929 bis 1939 lehrte er Kontrapunktik am Königlichen Konservatorium in Gent.
Ryelandt erhielt den Auftrag, ein Te Deum für das 100. Jubiläum der Unabhängigkeit Belgiens zu schreiben. 1937 wurde er Mitglied der Königlichen Belgischen Akademie. 1909 wurden Joseph Ryelandt und seine drei Brüder in den erblichen Adelstand aufgenommen. 1938 erhielt er den auf den Erstgeborenen übertragbaren Titel eines Barons. 1943 wurde er von der deutschen Besatzungsmacht abgesetzt und konnte im Herbst 1944 seine Tätigkeit wieder aufnehmen, bevor er im April 1945 seine Rente in Anspruch nahm.
1937 wurde er korrespondierendes und 1941 volles Mitglied der Königlichen Akademie von Belgien.

## Werke
Ryelandt hinterließ 133 Werke mit Opus-Nummer. Seine Kompositionen werden als spätromantisch oder impressionistisch beschrieben.

### Religiöse Vokalmusik
Ryelandts Ruf zu Lebzeiten beruhte auf seinen fünf großen Oratorien:
- Purgatorium op. 39 (1904), Oratorium auf Lateinische Psalmen für Sopran, Chor und Orchester
- De komst des Heren op. 45 (1906), Adventsoratorium in drei Teilen für Soli, Chor und Orchester
- Maria op. 48 (1909), Oratorium für Soli, Chor und Orchester
- Agnus Dei op. 56 (1913), Oratorium für Soli, Chor und Orchester auf Texte von Jean Delvigne und O. van Rie
- Christus Rex op. 79 (1922), Oratorium für Soli, Chor und Orchester auf Texte von Charles Martens, Auftragskomposition für Papst Pius XI.

Außerdem komponierte er sieben Kantaten und ein Te Deum, Motetten, das Mysterienspiel La Parabole des Vierges und das musikalische Drama Sainte Cécile.
Er komponierte drei Messen und ein Requiem:
- Missa op. 72 (1918) für gemischten Chor a cappella
- Missa op. 84 (1925) für vierstimmigen Chor und Orgel
- Missa six vocibus op. 111 (1934) für sechsstimmigen Chor a cappella
- Missa pro defunctis op. 127 (1939) für gemischten Chor a cappella

### Sinfonische Musik
Ryelandt schrieb sechs Sinfonien, aber vernichtete die erste. Er komponierte drei Ouvertüren, eine sinfonische Dichtung Gethsemani, drei Orchestervorspiele und eine Orchestersuite.

### Kammermusik
Ryelandt, selbst Pianist, schrieb zahlreiche Werke für Klavier, darunter 12 Sonaten. Das Klavier spielt auch eine wesentliche Rolle in seiner Kammermusik, sieben Violinsonaten, drei Cellosonaten und je eine für Horn, Oboe, Klarinette und Bratsche. Außerdem komponierte er zwei Klavierquintette, ein Klaviertrio und ein Streichquartett op. 20 in e-Moll (1897).
Er komponierte ungefähr 65 Kunstlieder auf französische und flämische Texte.